# Liste der Kreisstraßen im Vogtlandkreis

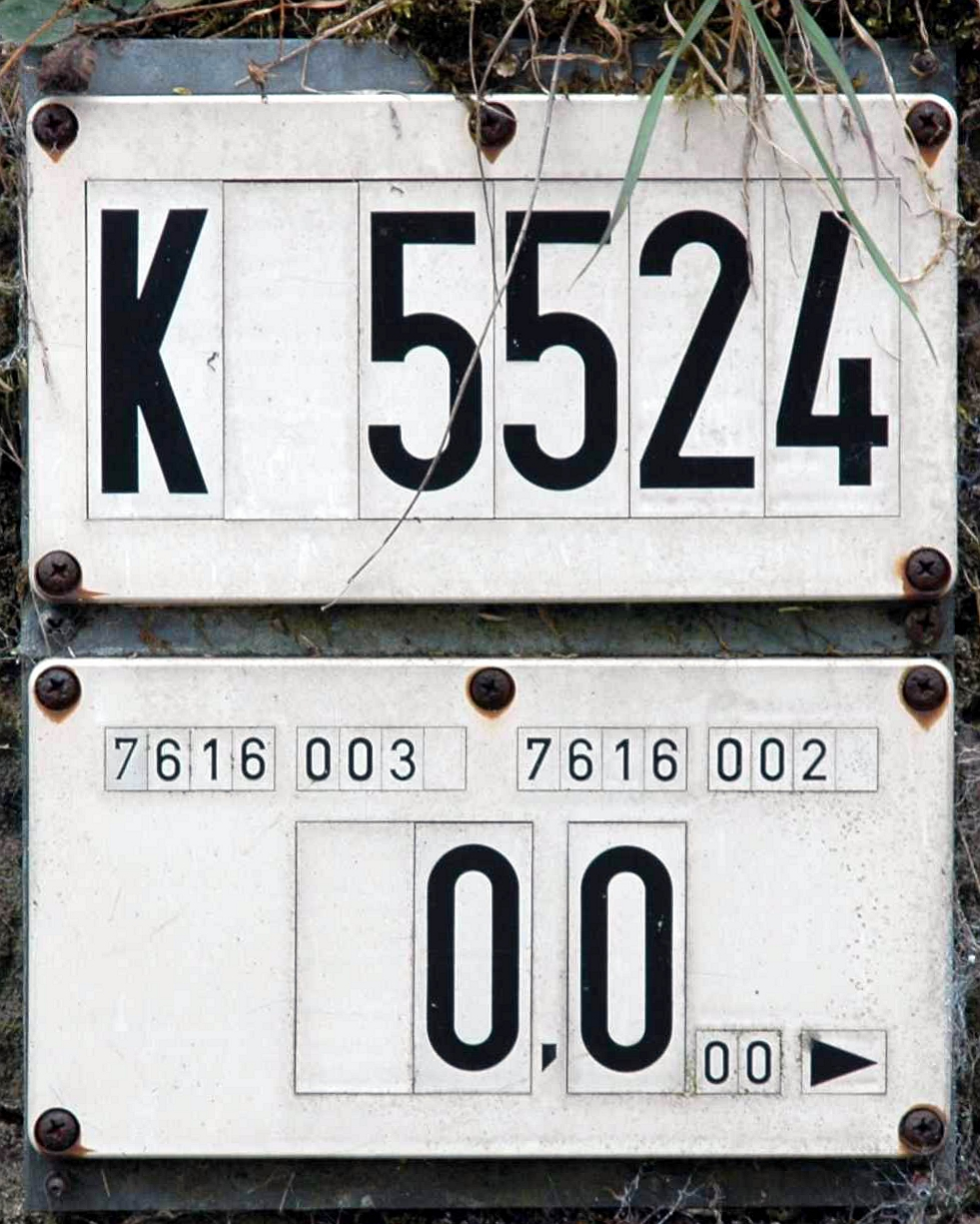
Stationszeichen

Diese Liste enthält die Kreisstraßen im sächsischen Vogtlandkreis.

## Abkürzungen
- K: Kreisstraße
- St: Staatsstraße

## Liste
Die Kreisstraßen behalten die ihnen zugewiesene Nummer nicht bei einem Wechsel in einen anderen Landkreis oder in eine kreisfreie Stadt. Nicht vorhandene bzw. nicht nachgewiesene Kreisstraßen sind kursiv gekennzeichnet, ebenso Straßen und Straßenabschnitte, die unabhängig vom Grund (Herabstufung zu einer Gemeindestraße oder Höherstufung) keine Kreisstraßen mehr sind.
Der Straßenverlauf wird in der Regel von Nord nach Süd und von West nach Ost angegeben.
| Nr.    | Verlauf |
| ------ | --- |
| K 7801 | (K 9301 im Landkreis Zwickau) – Kreisgrenze – K 7802 |
| K 7802 | Hauptmannsgrün Siedlung – Hauptmannsgrün – S 282 – Irfersgrün – K 7821 – S 293 – Kreisgrenze – (K 9302 im Landkreis Zwickau) – Kreisgrenze – Wildenau – S 280 – K 7801 – in Rothenkirchen |
| K 7803 | (K 511 im Landkreis Greiz, Thüringen) – Landesgrenze – K 7804 – Reuth – K 7817 – Brunn – Schönbach – Neumark (– Abzweig zur ) – K 7818 – Oberneumark – Hauptmannsgrün – Kreisgrenze – (K 9303 im Landkreis Zwickau) |
| K 7804 | K 7803 in Reuth – Kreisgrenze – (K 9304 im Landkreis Zwickau) – Kreisgrenze – Erlmühle – Kreisgrenze – (K 9304 im Landkreis Zwickau) |
| K 7805 | in Plauen – Reusa – S 312 – K 7814 in Voigtsgrün |
| K 7806 | S 312 in Großfriesen – Theuma – S 312 – in Mechelgrün |
| K 7807 | in Oberlosa Siedlung – Unterlosa – Oberlosa – Obermarxgrün – S 312 – Altmannsgrün – Droßdorf – S 315 |
| K 7808 | K 7864 in Kürbitz – Thiergarten – Meßbach – K 7864 |
| K 7809 | in Schöpsdrehe – Kauschwitz – Zwoschwitz – K 7870 – Plauen – K 7865 – |
| K 7810 | in Reichenbach im Vogtland – Rotschau – K 7811 – Unterheinsdorf – K 7823 – Schneidenbach – S 295 – Weißensand – Abzweig der K 7816 in Hartmannsgrün – … – S 298 in Treuen – Wetzelsgrün (– Abzweig zur K 7816 über Gospersgrün) – K 7816 in Thoßfell |
| K 7811 | /S 282 in Reichenbach im Vogtland – K 7810 – Mühlwand – S 295 – S 299 – Limbach – S 297 – K 7816 – S 298 – Herlasgrün – K 7880 in Helmsgrün |
| K 7812 | S 295 – Wolfspfütz – K 7822 – Perlas – S 299 – S 298 – Treuen – Altmannsgrün – K 7814 – K 7815 – Unterlauterbach – K 7827 – K 7814 – in Trieb |
| K 7813 | K 7815/K 7827 in Oberlauterbach – – S 303 in Neustadt/Vogtl. |
| K 7814 | S 297 in Möschwitz – Voigtsgrün – K 7805 – Neuensalz – – K 7816 – K 7883 – Zobes – … – K 7812 in Altmannsgrün – Schönau – K 7812 |
| K 7815 | S 299 – Schreiersgrün – S 298 – K 7812 – Unterlauterbach – Oberlauterbach – K 7827 – K 7813 – S 298 in Dorfstadt |
| K 7816 | S 297 in Limbach – Pfaffengrün – S 299 (– Abzweig zur K 7810 in Hartmannsgrün) – S 298 – Abzweig der K 7810 – K 7810 – Thoßfell – K 7880 – K 7883 – / in Neuensalz |
| K 7817 | K 7818 in Unterneumark – K 7803 – Brunn – Cunsdorf – in Reichenbach im Vogtland |
| K 7818 | S 289 – Unterneumark – K 7817 – K 7803 in Neumark |
| K 7819 | S 282 in Hauptmannsgrün – Waldkirchen – K 7820 – – S 293/S 293a in Lengenfeld – Plohn – K 7820 – Röthenbach – K 7827 – S 280 in Wildenau |
| K 7820 | in Schönbrunn – K 7821 – Waldkirchen – K 7819 – S 293 – S 279 in Pechtelsgrün – Plohn – K 7819 – Freizeitpark Plohn – Abhorn – Rodewisch – – K 7827 – K 7828 – Rützengrün – K 7826 – S 278 in Schnarrtanne |
| K 7821 | K 7823 in Unterheinsdorf – K 7821 – Waldkirchen – K 7819 – K 7802 in Irfersgrün |
| K 7822 | K 7812 in Wolfspfütz – Lengenfeld – S 293 – Rodewisch – – K 7827 – K 7828 – S 278 – Sorga – Brunn – K 7829 – K 7826 – S 300 in Beerheide |
| K 7823 | S 282 in Unterheinsdorf – K 7821 – – K 7810 in Unterheinsdorf |
| K 7825 | S 299 – K 7827 in Rebesgrün |
| K 7826 | – Schnarrtanne – K 7820 – S 278 – Vogelsgrün – Bad Reiboldsgrün – K 7822 – S 300 |
| K 7827 | K 7819 in Röthenbach – S 280 – Rodewisch – – K 7820 – K 7822 – nicht befahrbare Strecke – S 278 – Auerbach/Vogtl. oberer Bahnhof (– Abzweig zur S 298 in Reumtengrün über Rebesgrün) – Auerbach/Vogtl. – Auerbach/Vogtl., unterer Bahnhof – K 7830 – Richardshöhe – – Reumtengrün – S 298 – Oberlauterbach – K 7815 – K 7813 – K 7812 – K 7814 in Schönau                                                                      |
| K 7828 | K 7822 in Rodewisch – K 7820 in RützengrünFrichar |
| K 7829 | S 300 in Auerbach/Vogtl. – K 7822 in Brunn |
| K 7830 | K 7827 in Auerbach/Vogtl. – Falkenstein/Vogtl. – – Juchhöh – Hammerbrücke – S 302 – K 7832 – in Tannenbergsthal |
| K 7832 | K 7830 in Hammerbrücke – S 302/S 304 in Muldenberg |
| K 7833 | in Auerbach/Vogtl. – Rempesgrün – Beerheide – S 300 |
| K 7834 | in Rautenkranz – Morgenröthe – Sachsengrund |
| K 7835 | S 303 in Poppengrün – Oberwinn – S 304 in Grünbach |
| K 7836 | K 7838 – K 7849 – Saalig – K 7842 |
| K 7837 | S 315 in Lottengrün – Tirpersdorf – S 303 – Grotenfeld – Arnoldsgrün – S 302 – K 7838 – Schilbach – Marieney – K 7840 – in Elstertal |
| K 7838 | S 301 in Steinigt – Werda – S 303 – Korna – S 302 – Arnoldsgrün – K 7837 – Schilbach – K 7836 – Schöneck/Vogtl. – K 7849 – S 301 |
| K 7840 | K 7853 in Unterhermsgrün – Ebersbach – Hundsgrün – K 7850 – K 7851 – – K 7850 – Unterwürschnitz – Oberwürschnitz – … – K 7837 in Marieney – K 7842 in Leubetha |
| K 7841 | K 7842 in Wohlbach – Breitenfeld – K 7849 – Siebenbrunn – Markneukirchen – K 7849 – K 7843 – K 7843 – Wernitzgrün – Staatsgrenze – (212 in Tschechien) |
| K 7842 | – Leubetha – K 7840 – K 7836 – Hermsgrün – Wohlbach – K 7841 – Gunzen – K 7849 – S 305 – Zwotental – Oberzwota – in Zechenbach |
| K 7843 | (2175 in Tschechien) – Staatsgrenze – Heißenstein – Reuth – Obere Reuth – Obersohl – Sohl – Schönlind – K 7844 – K 7846 – K 7841 – Wernitzgrün – Eubabrunn – Erlbach – K 7841 in Markneukirchen |
| K 7844 | Gürth – Raun – Landwüst – K 7843 in Schönlind |
| K 7845 | – Hohendorf – Bärendorf – |
| K 7846 | S 308 – Gettengrün – Arnsgrün – S 306 – Adorf/Vogtl. – Remtengrün – Sträßel – K 7843 in Schönlind – … – Rohrbach Warte – Rohrbach – Oberbrambach – Bad Brambach – Staatsgrenze – (Tschechien) |
| K 7847 | K 7846 – Arnsgrün – S 306 |
| K 7849 | K 7838 in Schöneck/Vogtl. – K 7836 – Eschenbach – Gunzen – K 7842 – Breitenfeld – K 7841 – Bernitzgrün – in Markneukirchen |
| K 7850 | – Hundsgrün – K 7840 – K 7851 – Eichigt – S 308 |
| K 7851 | K 7840 – Untereichigt – K 7850 in Eichigt |
| K 7852 | S 315 – Magwitz – K 7854 – S 310 – Bösenbrunn – K 7858 – Triebel/Vogtl. – S 307 – K 7853 in Obertriebel |
| K 7853 | S 303 – Zaulsdorf – Raasdorf – S 302 – Tanzermühle – Dreihof – Unterhermsgrün – K 7840 – Oberhermsgrün – S 308 – K 7852 in Obertriebel |
| K 7854 | K 7852 – Planschwitz – S 310 in Oelsnitz/Vogtl. |
| K 7855 | S 311 – Reuth Bahnhof – Reuth – K 7861 – K 7868 – Dehles – Kemnitz – K 7859 – Gutenfürst – K 7860 – Heinersgrün (– Abzweig zur S 319) – S 319 – K 7858 – Engelhardtsgrün – Bobenneukirchen – K 7858 – K 7857 – Burkhardtsgrün – S 307 – Gassenreuth – K 7856 – Landesgrenze – (HO 16 im Landkreis Hof, Bayern) – Landesgrenze – ohne Anschluss an eine klassifizierte Straße – Landesgrenze – (HO 16 im Landkreis Hof, Bayern) |
| K 7856 | S 319 – Wiedersberg – Loddenreuth – Sachsgrün – K 7857 – K 7855 in Gassenreuth |
| K 7857 | S 310 in Droda – K 7858 – K 7855 – Bobenneukirchen – Ottengrün – K 7856 in Sachsgrün |
| K 7858 | K 7855 – Zettlarsgrün – Bobenneukirchen – K 7855 – K 7857 – K 7852 in Bösenbrunn |
| K 7859 | S 287 in Mißlareuth – Grobau – K 7855 – Gutenfürst – Kemnitz – Schwand – K 7862 – Geilsdorf – S 319 |
| K 7860 | K 7855 in Gutenfürst – Krebes – K 7862 – S 319 in Großzöbern |
| K 7861 | K 7855 – Schönlind – S 311 in Thossen |
| K 7862 | S 297 – Rodersdorf – S 311 – K 7868 – Steins – Schwand – K 7859 – Ruderitz – K 7860 |
| K 7863 | S 297 in Straßberg – Kürbitz – K 7864 – S 311 in Weischlitz |
| K 7864 | K 7865 in Kobitzschwalde – S 297 – Kloschwitz – Kröstau – Kürbitz – K 7863 – K 7808 – K 7808 – Taltitz – S 311 |
| K 7865 | K 7870 – S 313 in Rodau – … – Rößnitz – Kobitzschwalde – K 7864 – Neundorf – in Plauen |
| K 7866 | (L 2342 in Thüringen) – Landesgrenze – in Mehltheuer |
| K 7868 | K 7855 in Dehles – S 311 |
| K 7870 | (Thüringen) – Landesgrenze – Kornbach – Schönberg (– Abzweig zur S 318) – K 7865 – Demeusel – K 7871 – Leubnitz – S 313 – Schneckengrün – K 7809 in Zwoschwitz |
| K 7871 | in Oberpirk – Drochaus – K 7870 in Demeusel |
| K 7872 | (K 304 im Saale-Orla-Kreis, Thüringen) – Landesgrenze – ohne Anschluss an eine klassifizierte Straße – Landesgrenze – (K 304 im Saale-Orla-Kreis, Thüringen) – Landesgrenze – in Mühltroff |
| K 7873 | (Abzweig der K 304 im Saale-Orla-Kreis, Thüringen) – Landesgrenze – Thierbach – K 7876 – K 7874 – Pausa – S 316 – Ebersgrün – Landesgrenze – (K 513 im Landkreis Greiz, Thüringen) |
| K 7874 | K 7873 – Linda – S 318 in Ranspach |
| K 7875 | (Thüringen) – Landesgrenze – Fröbersgrün – in Syrau |
| K 7876 | K 7873 in Thierbach – Wallengrün – Spitzenburg – S 316 – Landesgrenze – (K 324 im Landkreis Greiz, Thüringen) |
| K 7879 | in Elsterberg – Görschnitz – Landesgrenze – (Thüringen) – Landesgrenze – Steinsdorf – K 7880 – Jößnitz – Plauen – S 297 – |
| K 7880 | – Steinsdorf – K 7879 – Jößnitz – Röttis – Barthmühle – K 7881 – Jocketa – K 7884 – Alt-Jocketa – S 297 – Helmsgrün – K 7811 – Gansgrün – K 7816 in Thoßfell |
| K 7881 | Trieb – K 7880 in Barthmühle |
| K 7883 | Altensalz – K 7816 in Neuensalz |
| K 7884 | K 7880 in Jocketa – Liebau – Ruppertsgrün – K 7885 – Christgrün – S 298 – K 7888 – Foschenroda – … – S 299 – Lambzig – … – S 299 in Mylau – in Reichenbach im Vogtland |
| K 7885 | K 7884 in Ruppertsgrün – Losa – K 7886 – S 298 – Brockau – S 296 in Netzschkau |
| K 7886 | K 7887 in Coschütz – K 7885 – S 298 in Reimersgrün |
| K 7887 | S 298 – Coschütz – Scholas |
| K 7888 | S 295 – S 296 – Netzschkau – K 7884 |

### StadtPlauen
| Nr.    | Verlauf |
| ------ | --- |
| K 6605 | – Voigtsgrüner Weg – K 7805 (jetzt K 7805) |
| K 6606 | S 312 – Am Mahnpöhl – K 7806 (jetzt K 7806) |
| K 6607 | – Unterlosaer Straße – Oberlosaer Weg – – Oelsnitzer Landstraße – Otto-Erbert-Straße – Obermarxgrüner Straße – K 7807 (jetzt K 7807) |
| K 6609 | – Alte Jößnitzer Straße – Neue Straße – Zwoschwitzer Straße – K 6670 – Talstraße – Kopernikusstraße – Raabstraße – K 6665 – Neundorfer Straße – (jetzt K 7809) |
| K 6637 | – Kemmlerstraße – Schloditzer Straße – K 7837 (jetzt K 7837) |
| K 6663 | S 297 – Kürbitzer Landstraße – K 7863 (jetzt K 7863) |
| K 6665 | K 7865 – Kobitzschwalder Straße – Neundorfer Straße – Liebknechtstraße – K 6609 (jetzt K 7865) |
| K 6679 | K 7879 – Hauptstraße – K 7880 – Jößnitzer Straße – Steinsdorfer Straße – Bahnhofstraße – Plauensche Straße – Seumestraße – Haselbrunner Straße – Schenkendorfstraße – S 297 – Martin-Luther-Straße – August-Bebel-Straße – Albertplatz – Straße der Deutschen Einheit – (jetzt K 7879) |
| K 6680 | – Am Berg – K 7879 – Jößnitzer Straße – Steinsdorfer Straße – Röttiser Straße – Röttis – Barthmühlenstraße – K 7880 (jetzt K 7880) |